# 凯旋在子夜
凯旋在子夜是一部中国大陆1980年代拍摄的以对越自卫还击战为背景的电视连续剧。此剧是导演尤小刚的成名作，由韩静霆同名小说改编。

## 主要演員
- 朱琳
- 石兆琪
- 王向明
- 黄涛

## 获奖
第五届金鹰奖
- 优秀连续剧
- 最佳女主角：朱琳 (饰 江曼)
- 最佳男主角：石兆琪 (饰 童川)

第七届飞天奖
- 优秀电视剧二等奖

## 主题曲
《月亮之歌》是战斗打响前的夜晚，月下的无名高地上，口琴和吉它伴奏的女声二重唱。简单的吉他和弦、隐约的口琴，像是军营里思念战友和家乡的人们在倾诉。